# Stasys Brundza
Stasys Brundza (ur. 22 lutego 1947 w Kownie) – litewski profesor i polityk, kierowca rajdowy. Poseł na Sejm Republiki Litewskiej.

## Życiorys
W 1964 studiował na Uniwersytecie Technicznym w Kownie. W 1976 stał się inżynierem-mechanikiem na Wileńskim Uniwersytecie Technicznym im. Giedymina. W 2005 roku otrzymał tytuł doktora filozofii na Europejskiej Akademii Informatyzacji w Belgii. W 2006 – Grand Doctor (na Litwie odpowiada Doktorowi Nauk Habilitowanych) w Europejskiej Akademii Informatyzacji.
W latach 1982–1988 był kierownikiem produkcji samochodów sportowych „LADA VFTS”, 1988–1992 pracował jako dyrektor generalny w fabryce samochodów sportowych EVA. W latach 1991–2001 – przedstawiciel w Volvo Truck Corp. Od 1991 roku przedstawiciel w firmie Thermo King. W latach 1992–2001 importer Audi i VW na Litwie, 2003–2004 przewodniczący rady w Snoras.
W 2012 przyjął propozycję kandydowania do Sejmu z ramienia Drogi Odwagi. W wyborach w 2012 uzyskał mandat posła na Sejm Republiki Litewskiej. Zastąpił Neringę Venckienė.